# Зелёный Дол (Гусь-Хрустальный район)
Зелёный Дол — посёлок в Гусь-Хрустальном районе Владимирской области России, входит в состав Муниципального образования «Посёлок Мезиновский».

## География
Посёлок расположен в 13 км на восток от центра поселения посёлка Мезиновский и в 15 км на юг от Гусь-Хрустального, близ железнодорожных станций Нечаевская на линии Черусти — Муром и Окатово на линии Владимир — Тумская.  

## История
Населённый пункт известен с начала XX века как сторожка Поляны, с 1926 года — в составе Палищенской волости Гусевского уезда Владимирской губернии. В 1926 году в посёлке числилось 13 дворов.
С 1929 года посёлок входил в состав Головаревского сельсовета Гусь-Хрустального района, с 1935 года — в составе Ильичевского сельсовета Курловского района, с 1963 года — в составе Нечаевского сельсовета Гусь-Хрустального района, с 2005 года — в составе Муниципального образования «Посёлок Мезиновский».

## Население
| 1926 | 2010 | 2021 |
| ---- | ---- | ---- |
| 48   | ↘40  | →40  |